# Bär von Berlin (Schiff)
Die Bär von Berlin ist ein Berliner Fahrgastschiff.

## Geschichte
Das Schiff wurde in Holland gebaut und war laut Dieter und Helga Schubert bis 1945 unter dem Namen Feenlob im Besitz der Reederei Tempelhof. Danach erhielt es, ebenfalls laut Dieter und Helga Schubert, den Namen Erna und gehörte der Reederei Müller in Berlin-Spandau. Unter dem neuen Besitzer Werner Triebler wurde die Erna 1961 auf den Namen Bär von Berlin umgetauft.
Im Spandauer Volksblatt war aber am 5. März 1946 zu lesen, die Erna – dort bezeichnet als ein einmaliges Exemplar mit „seltsamen Aufbauten“ – sei „schon jahrelang“ „von der Charlottenbrücke nach Potsdam oder zur Baumblüte nach Werder“ gefahren. Das Motorschiff sei im Zweiten Weltkrieg versenkt worden. Dem Zeitungsbericht nach lag die Erna damals zwischen der Spreemündung und der „Neuen-Berliner-Torbrücke“ [sic!] auf Grund. Die Aufbauten ragten aus dem Wasser. Weil das Schiff ein Verkehrshindernis darstellte, plante man im Frühjahr 1946 die Hebung der Erna.
Im Jahr 2007 gaben Dieter und Helga Schubert als Baujahr der Bär von Berlin das Jahr 1929 an; im Jahr 2000 hatte Dieter Schubert noch mitgeteilt, das Schiff sei 1935 in Groningen gebaut worden. In Schuberts Buch Deutsche Binnenfahrgastschiffe aus dem Jahr 2000 ist auch zu lesen, dass das Schiff bei einem Umbau 1963/64 verlängert wurde und im Zuge eines weiteren Umbaus samt Verlängerung 1966/67 die Maschine des Schleppers Else erhielt. In beiden Publikationen Schuberts findet sich die Angabe, dass die Bär von Berlin für die Beförderung von 200 Personen zugelassen ist. Dagegen gab Benja im Jahr 1975 noch an, die Bär von Berlin dürfe 300 Personen befördern. Als Baujahr gibt Benja das Jahr 1930, als Bauort ebenfalls Groningen an. Neben der Bär von Berlin betrieb Triebler 1975 auch noch die Roland von Berlin; mittlerweile (Stand: 2021) besitzt die Reederei Werner Triebler als zweites Schiff neben der Bär von Berlin die Havelland, während die Reederei Hartmut Triebler die Roland von Berlin und die Berolina betreibt.
Kurt Groggert führte im Jahr 1988 leicht von Schuberts Angaben abweichende Maße für die Bär von Berlin auf. Er gab an, sie sei 37,4 Meter lang und 5,03 Meter breit. 1987 war die Bär von Berlin das einzige Schiff Trieblers und für die Beförderung von 250 Personen zugelassen. Auch Groggert nennt als Baujahr das Jahr 1930 und als Bauort Groningen.
Die Geschichte des Schiffes ist etwas umstritten, und zwar nicht nur, was den Zeitpunkt betrifft, ab dem es den Namen Erna trug. Uwe Gerber stellte die Theorie auf, die Erna sei die ehemalige Feenlob 2 und diese wiederum die ehemalige Porta Westfalica ex Gross-Magdeburg. Bei Groggert ist dagegen zu lesen: „»Feenlob« und »Feenlob 2« waren holländische Motorschiffe. Aus der »Feenlob« wurde nach dem Kriege zunächst »Erna«, später »Bär von Berlin«, die »Feenlob 2« (ex »Porta Westfalica«) erwarb 1930 Albert Krenz und baute sie um zur »Barbara«, aus der nach einem weiteren Umbau das letzte »Pik As« (III) der Reederei Otto Schmidt wurde. »Feenlob« (I) hat ihre ursprüngliche Form behalten.“